# Fort Pike
Fort Pike est une ancienne forteresse du XIXe siècle gardant l'entrée du détroit des Rigolets en Louisiane face au golfe du Mexique. 

## Présentation

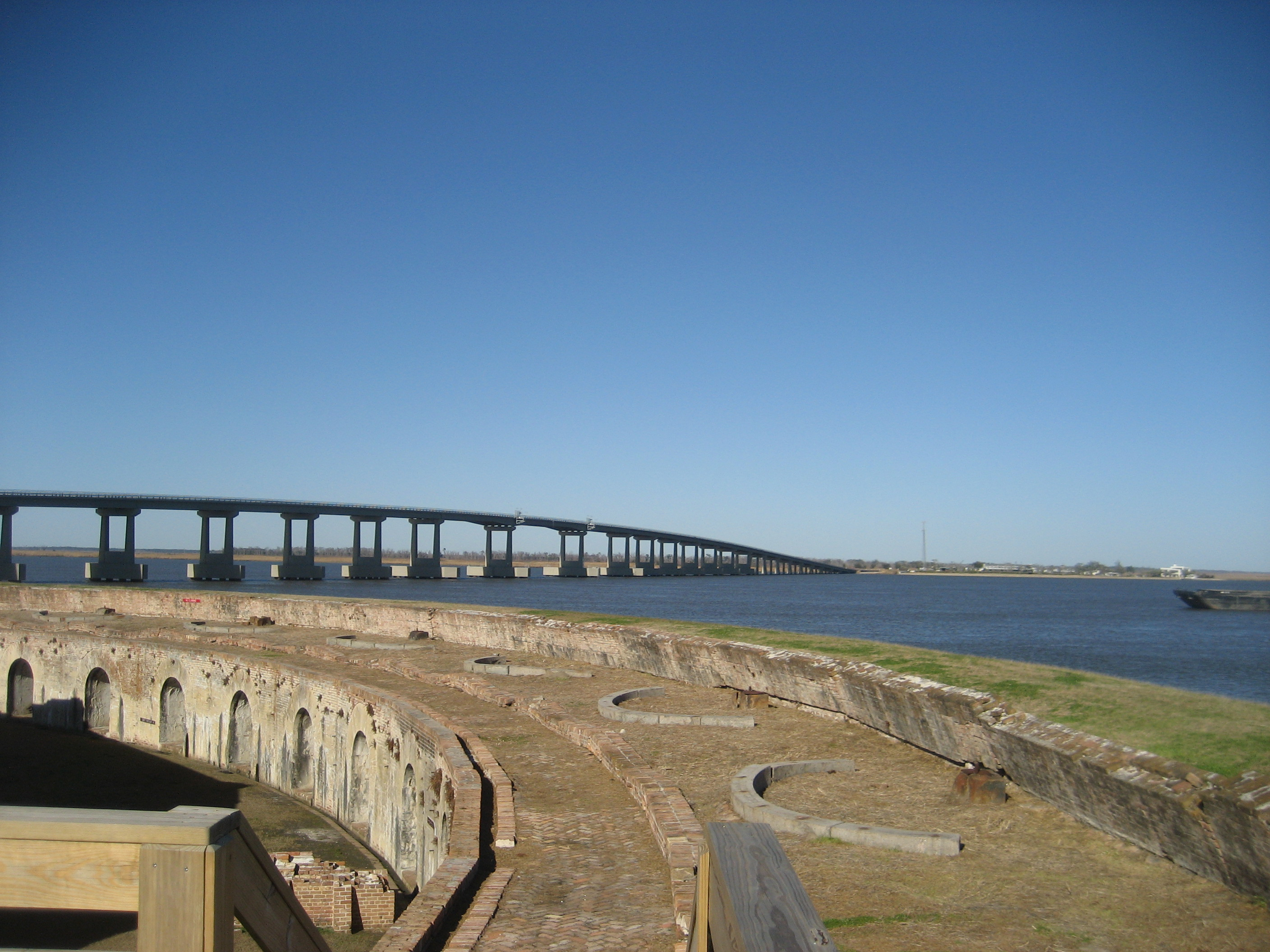
Fort historique Pike, à Rigoletts Pass, à l'extrémité est de la Nouvelle-Orléans

Le fort Pike est construit en 1818 par le gouvernement des États-Unis pour prévenir toute attaque des forces anglaises. Peu de temps après, est construit le fort Macomb sur l'autre rive du détroit des Rigolets près de la passe du Chef menteur.
Durant la guerre de Sécession, les États de l'Union réclament le fort pour y loger leurs troupes en vue de la Bataille de Vicksburg contre les Confédérés.
Le fort Pike ne connaît aucun combat durant son occupation militaire. Il est abandonné en 1890. 
En 1972, il est inscrit au Registre national des lieux historiques.
Le fort Pike est maintenant situé dans les limites de la ville de La Nouvelle-Orléans, près du pont des Rigolets. Il est de nos jours une attraction touristique.
En août 2005, l'ouragan Katrina cause d'importants dégâts dans le fort.

## Galerie

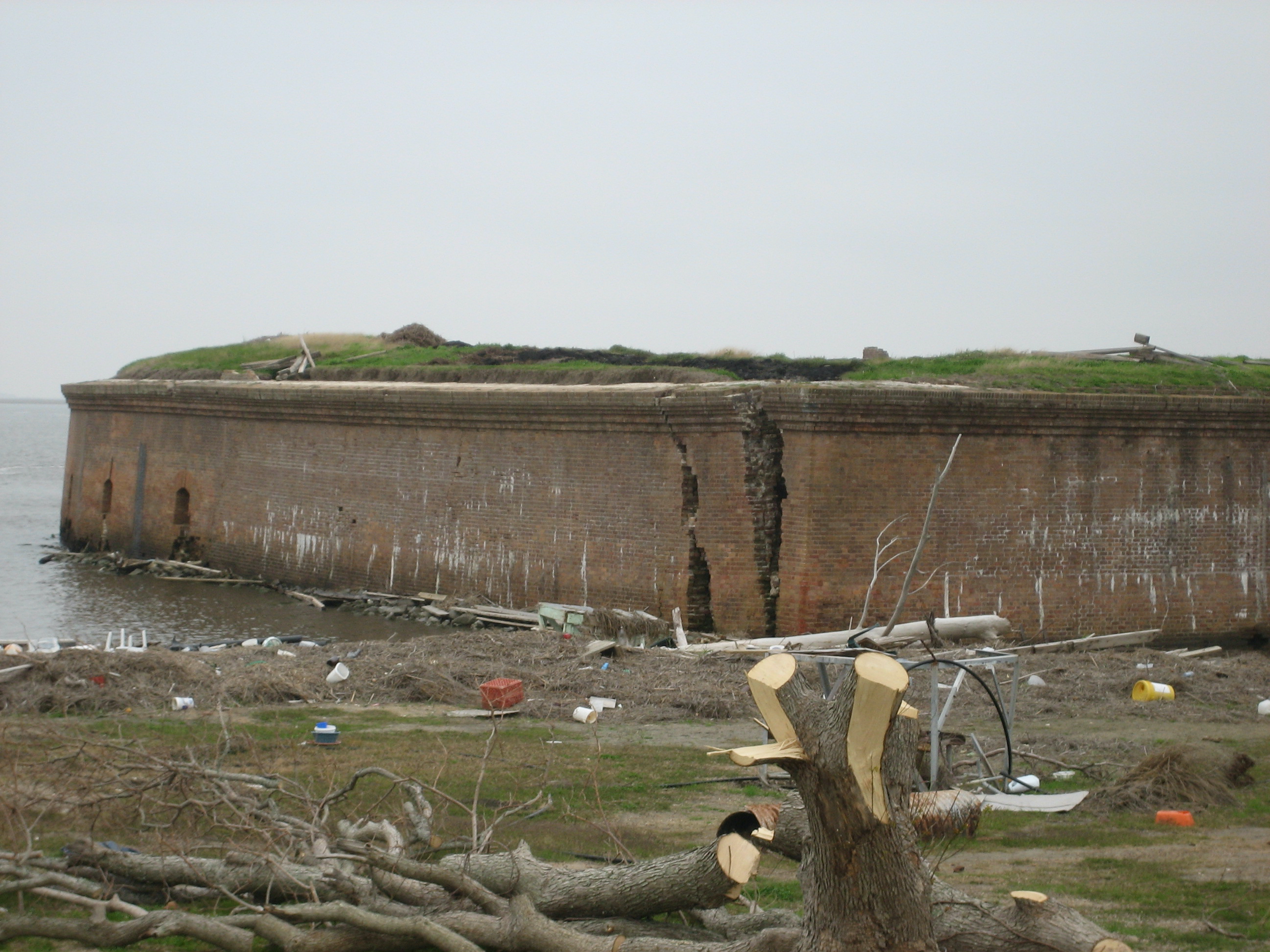
Fort Pike après le passage de l'ouragan Katrina en 2005.
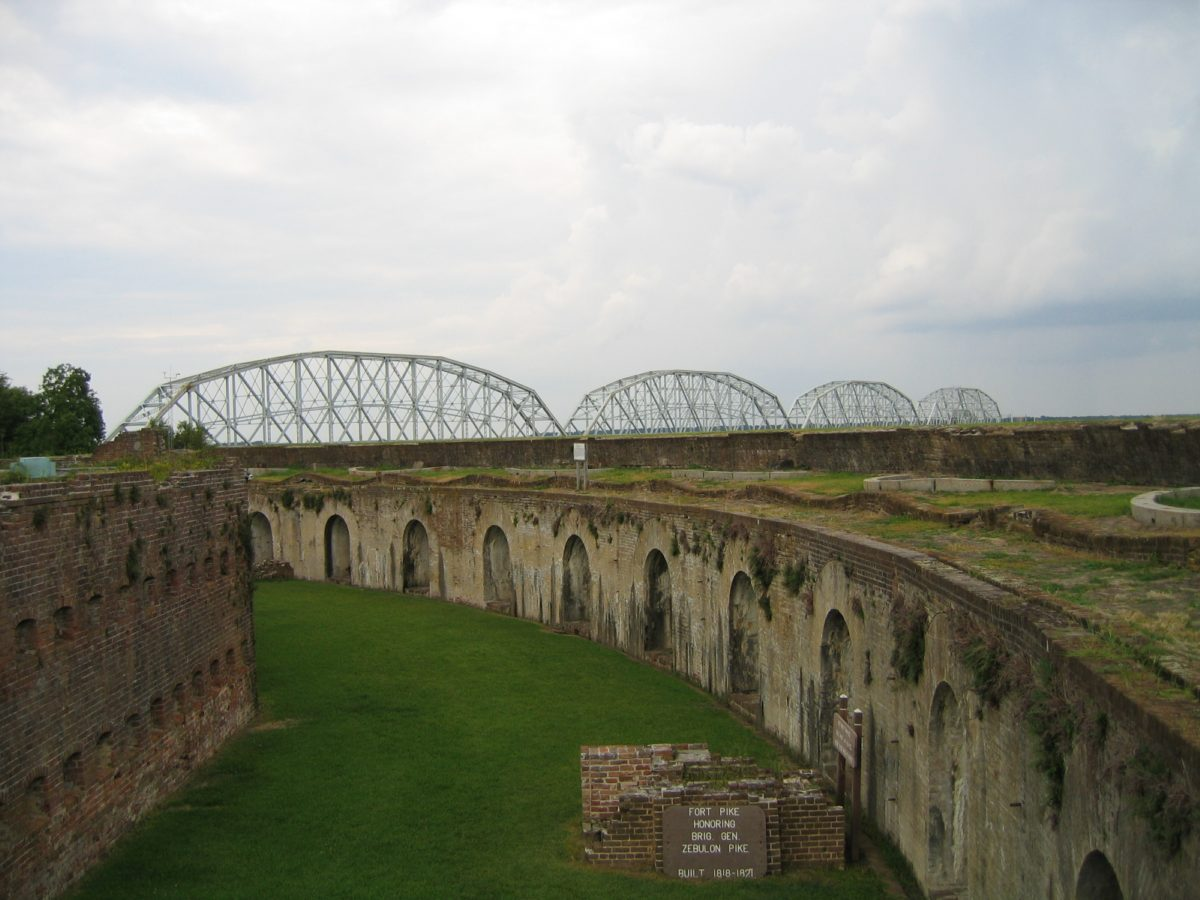
Fort Pike et le pont des Rigolets sur le détroit des Rigolets.